# Taimour Abdulwahab

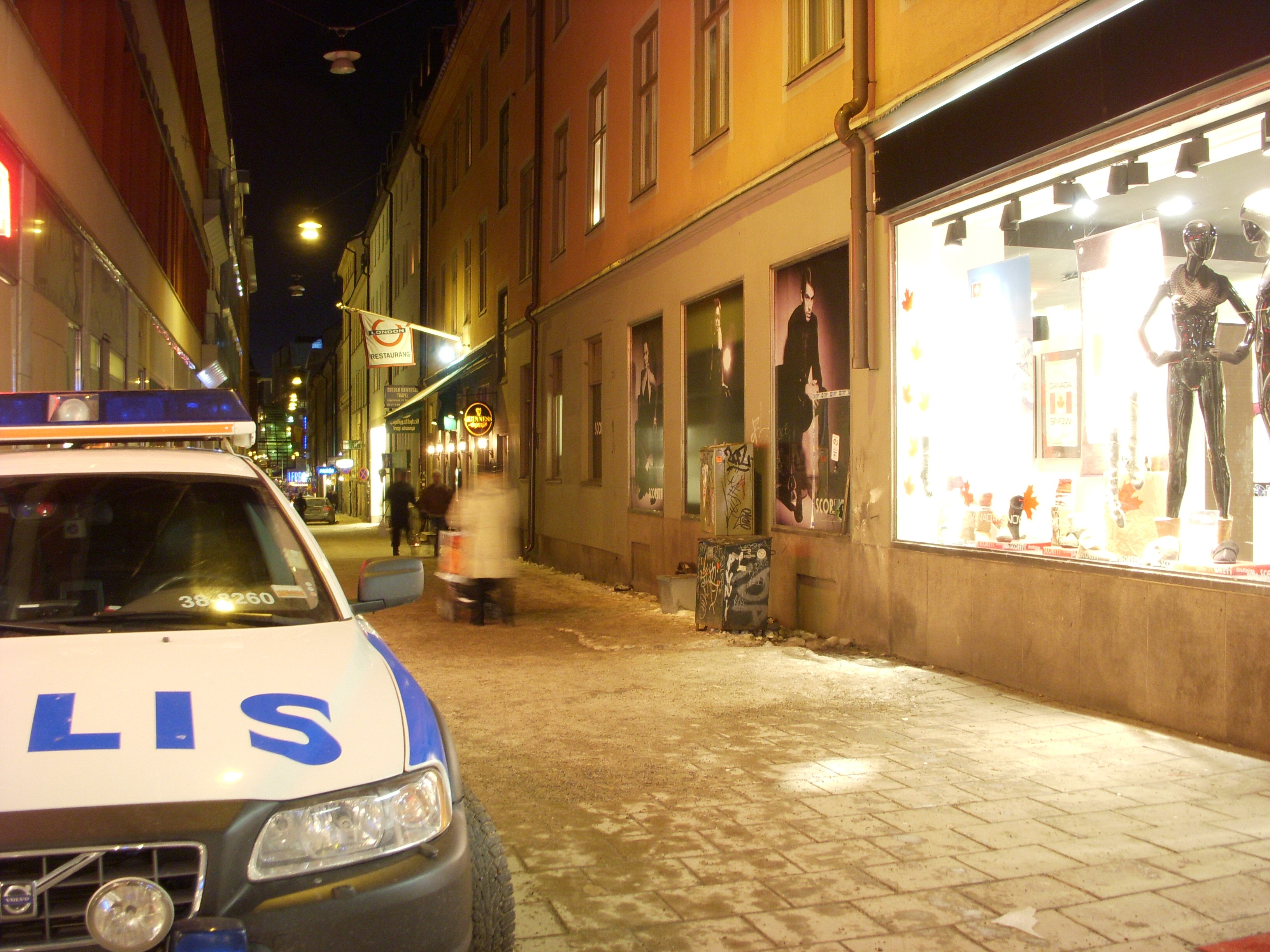
Platsen för sprängningen, skada på fasad, trasigt skyltfönster och stuprör.

Taimour Abdulwahab al-Abdaly, född 12 december 1981 i Bagdad, död 11 december 2010 i Stockholm, var en irakisk-svensk terrorist och islamist som förövade bombdåden i Stockholm 2010.

## Biografi
Taimour Abdulwahab föddes i Irak, men växte upp i Tranås, och han blev svensk medborgare 1992. Han studerade vid Holavedsgymnasiet i Tranås, där han slutförde sina studier 2001. Från 2001 bodde han i Luton i Storbritannien för att studera vid University of Bedfordshire och utexaminerades 2004 med examen i sportterapi. Samma år gifte han sig med Mona Thwany eller "Umm Amira", född i Bukarest med en rumänsk kristen mor och en irakisk muslimsk far, med vilken han fick två döttrar, födda 2007 och 2009, samt en son, född 2010.

## Radikalisering
Under sin vistelse i Storbritannien bodde han i Luton i nästan ett decennium. Rapporter, bland annat från den kancellerade politiska aktivisten Tommy Robinsson, indikerar att han gradvis blev allt mer fundamentalistisk och "argare" under 2000-talets senare del. Under Ramadan 2007 försökte han rekrytera andra muslimer som delade hans politiska åsikter vid moskén i Luton när han gavs en chans att predika. Han stormade dock ut ur moskén när hans trosuppfattningar konfronterades, och han uteslöts till slut från moskén. Hans Facebook-profil rapporterades innehålla en blandning av teknologiska och islamiska fundamentalistiska attityder, och han blandade statusuppdateringar som "Jag älskar min Apple iPad" med referenser till "det islamiska kalifatet" eller Yawm al-Qiyamah. Det finns indikatorer på att Taimour lyckades värva "kalsongbombaren" Umar Farouk Abdulmutallab.
När bombningarna ägde rum bodde han i Luton med sin familj. Han reste tillbaka till Sverige den 19 november 2010 för att besöka sina släktingar i Tranås.